# ころん (すとぷり)
ころん（1996年5月29日 - ）は、日本のゲーム実況者。6人組エンタメユニットすとぷりのメンバー。埼玉県出身。すとぷりの活動のほか、ゲーム実況や音楽活動を行っている。

## 来歴

### 生い立ち
ころんの母親は1年半ほど不妊治療を行っていたが、子を授からず、激しい腹痛により治療を断念していた。時が経ち、不正出血により病院に行くと、母親は妊娠していた。しかし以前より腹痛と出血があり、働きつつそれを乗り越えて奇跡的に、1996年5月29日に埼玉県にてころんが誕生。小さな時からゲームっ子で、年中ゲームをして過ごす。幼稚園のころからゲームが大好きであった。小学生時代には、平日には放課後に友人を自宅へ招き、さまざまなテレビゲームをしていた。土日にはゲーム好きな父親とともにゲームセンターへ足を運び、1日中メダルゲームをして過ごしていた。
中学生になると部活や勉強などほかにやることがあり、ゲームをする機会が減っていったが、この時期に初音ミクやほかのボーカロイドをきっかけとして、インターネット文化に熱中する。「歌ってみた」やツイキャスなどを見て、そこからニコニコ動画やインターネットを好むようになっていったが、見るだけであった。小学、中学のころには、帰宅後に自宅でいろいろなアーティストのライブ映像を観て過ごすこともあった。

### ツイキャスでの活動開始からすとぷりへ
得意な科目は数学であったが、高校時代にクラブ活動の顧問教師の担当科目が化学であったため、褒められるよう化学を頑張っていた。インターネットの世界に興味があったため、高校3年の時に母親に「歌ってみた」が好きだから受験を終えたらやりたい旨を話したところ、母親からサポートをしてもらったことが、活動開始のきっかけとなった。その際にSNS上で他人に教わることや知らない人と会うことは怖くて危険であるため、自分でやるよう助言を受ける。そこで2014年12月26日、TOKOTOKO（西沢さんP）の「夜もすがら君想ふ」の「歌ってみた」を投稿して活動を開始。大学時代には成績がよかったこともあり、化学を専攻していた。この時期には将来教師になりたいと考えており、すとぷりでなかったら化学教師であったかもしれないという。歌以外に話すことが好きで、教師のように皆の前で話す練習になるかもしれないと考え、ツイキャスでも活動を開始。当時はリスナーがいなかったが、めげずに活動を継続したことにより、少しずつ増加し、ツイキャスの「イケボカテゴリー」でトップになる。同時期にすとぷりのメンバーのジェルもツイキャスで活動していた。自身以外の活動者が人気となり、取り残されたと感じたころんは、大学の勉強もあることから、ツイキャスを辞めようかと考えていたところ、『青鬼』の長時間配信を行い、配信を見に来た人がいたことがきっかけとなり、いろいろな企画に挑戦するようになる。
ころんはもともとななもり。のリスナーで、話が面白く、尊敬している人物であった。このころななもり。に「一緒に何かやろうよ」と勧誘され、それがすとぷりであった。2016年5月29日、誕生日に東京都のニコバーにて、初のソロイベント「ころん生誕祭」を開催。同年6月4日、すとぷりとしての活動を開始。ころんは当時、ななもり。のことしか知らずにいたため、騙されたのではないかと不安になったが、ななもり。の後押しにより、みんなで頑張ることにしたと話している。

### 活動への決意
2016年7月13日、YouTubeでの活動を開始。このころ、理系のため研究室にこもる日が続き、配信や「歌ってみた」の投稿を行う余裕がなくなり、活動の継続が困難な状況となっていた時に、ななもり。から「すとぷりは、もっともっとみんなをしあわせにできる自信があるし、もっと前に進んでいける」と言葉を貰う。学校教師はひとクラス30人から40人ほどしか一度に教えられないが、活動は多くの人に届けられる、教師は生徒から嫌だと思われるかもしれないが、活動は好きな人に届けられる、と考えた。活動を続ける決意をし、大学を1、2年ほど休学したが、実家では甘えてしまうと考え、ひとりで100万円を貯め、ひとり暮らしをして親に覚悟を見せ、認めてもらう。

### 事務所所属以降
2020年8月27日に開催された無観客配信生ライブ「すとろべりーめもりー in すとぷりちゃんねる！ vol.2」にて、STPRに所属することを発表。
2021年1月27日、初のフルアルバム「アスター」をリリース。初週に9.4万枚を売り上げ、オリコン週間アルバムランキング2月2日付で初登場1位を獲得した。
1stフルアルバム発売を記念して、初の3Dモデルでの生配信ライブを2021年1月30日に行った。同時視聴者は6.9万人で、ライブ中にはTwitterにて「#ころん3D」のハッシュタグが世界トレンド1位を獲得した。
2021年5月29日には、誕生日を記念したバーチャルライブを行った。
2022年5月30日、誕生日を記念して、初のオフィシャルブックとなる『ころんめもりー』を発売。

## 人物
信号機組（子供組）のひとりで、すとぷり（すとろべりーぷりんす）水色担当。公式ペアはさところ（さとみ×ころん）。実家にころんという名前の犬がおり、活動名を決める際に「かわいい名前がいい」と思い、「かわいい＝ころん」と考え、犬の名前が活動名に由来している。よく猿や山羊などの動物に例えられており、本人も自分を動物に例えると「やぎ」であると語っている。グループのムードメーカーであり、すとぷりのパリピ担当である。特技は料理。身長163センチメートル。好きな色は青。好きな食べ物はマスカット、好きな飲み物は水（軟水）、好きなスイーツはチーズケーキである。
メンバーの莉犬によると、ジェットコースターなどの乗り物が苦手である。
ゲーム実況で大変なところは「動画編集」であるといい、リスナーが「面白い」と言ってくれる時が楽しいという。実況するゲームはYouTubeのおすすめから選ぶという。
幼稚園の頃からゲームが大好きだったため、ゲーム実況をしている。歌も同様で、小中学生のときから歌うことが大好きで、カラオケに行ってみんなと一緒にワイワイやるのが楽しみの1つだったために、歌っている。どちらも大好きなため、活動しているときが一番の休憩だと思っているという。昔から人前に立ちたい性格で、ライブは生き甲斐みたいなものだと語っている。
ソロアルバムについては本人自身が憧れており、リスナーからの要望もあったため、一度経験してみたいと考えていた。そのため、リリースが決まった時には嬉しかったという。「敗北ヒーロー」については、今までオリジナル曲を作ったことはなかったが、「いつも活動を一緒にしている友達が作ってくれたらすごくいいな」と思い、るぅとにこの曲の制作をお願いしたという。さとみとの関係について、「一番の友達でありつつお互いを少しライバル視していて、でもどこか兄弟的な仲のよさもある、すごく不思議な関係」だと語っている。
大好きなボカロPにみきとPを挙げている。ピノキオピーについては「いい方」だと語っている。

## ディスコグラフィ

### ミュージックビデオ
| 公開年 | タイトル                         | 制作者[注釈 1]             | 収録アルバム   |
| ------ | -------------------------------- | -------------------------- | -------------- |
| 2019年 | 「敗北ヒーロー」[46]             | はなけん、隼               | アスター       |
| 2020年 | 「だいよげん」[47]               | まきのせな、ゆの           | アスター       |
| 2020年 | 「敗北の未来地図」[48]           | えるいー、nanao            | アスター       |
| 2020年 | 「Monopolize」                   | えるいー、nanao            | アスター       |
| 2020年 | 「404」[20]                      | ピノキオピー               | アスター       |
| 2021年 | 「アスター」（実写MV）[49]       | 遠藤直弥                   | アスター       |
| 2021年 | 「レイジークレイジー」           | YOSHI、nanao               | アスター       |
| 2021年 | 「敗北ヒーロー -Piano Ver.」[24] | えるいー、隼               | アルバム未収録 |
| 2023年 | 「ポジティブブルー」[50]         | H2de、nanao                | アルバム未収録 |
| 2023年 | 「月は綺麗なのに」[51]           | 金子開発                   | アルバム未収録 |
| 2024年 | 「勝利のヒーロー」[52]           | しろみや、si               | アルバム未収録 |
| 2024年 | 「シンフォニア」[42]             | 浅谷、篠宮、芹田ジョン[42] | アルバム未収録 |
| 2025年 | 「感情リセマランド」[53]         | ャﾊｷﾞ/ Yahagi[44]          | アルバム未収録 |
| 公開年 | タイトル                 | 制作者            | 収録アルバム            |
| ------ | ------------------------ | ----------------- | ----------------------- |
| 2019年 | 「Code - 暗号解読 -」    | まきのせな、空真  | アルバム未収録          |
| 2020年 | 「咲かせて恋の1・2・3!」 | まきのせな、nanao | すとろべりーねくすとっ! |
| 2020年 | 「遊獣浮男ボーイ」       | えるいー、白湯    | すとろべりーねくすとっ! |
| 2022年 | 「天使に口付け」         | 佐々木裕          | Here We Go!!            |

### 参加作品
| 発売日            | タイトル                 | アーティスト | 規格品番  | 参加楽曲 |
| ----------------- | ------------------------ | ------------ | --------- | --- |
| 2016年8月14日     | りすたーと               | ななもり。   | NN001     | 8.Blessing（ななもり。・すいま・かんなちゃろ・さとみ・ころん・けちゃっぷ）（原曲：halyosy）                               |
| 2017年8月5日      | はじめてのはっぴょうかい | るぅと       | HH1       | 7.Connecting（るぅと・ころん・ななもり。・莉犬）（原曲：halyosy）                                                         |
| 2019年3月27日     | すとろべりーすたーと     | すとぷり     | STPR-1000 | 4.でこぼこげーむぱーてぃー（さとみ×ころん）                                                                               |
| 2019年7月3日      | すとろべりーらぶっ!      | すとぷり     | STPR-1001 | 6.道標（ころん×るぅと×莉犬）                                                                                              |
| 2019年9月25日     | Memories                 | さとみ       | STPR-1002 | 1.赤道セニョール（さとみ×ころん）                                                                                         |
| 2020年1月15日     | すとろべりーねくすとっ!  | すとぷり     | STPR-1006 | 9.遊獣浮男ボーイ（さとみ×ころん） 11.咲かせて恋の1・2・3!（莉犬×るぅと×ころん）                                           |
| 2020年11月11日    | Strawberry Prince        | すとぷり     | STPR-1009 | 9.じゃむじゃむシグナル（莉犬×るぅと×ころん） 14.レべリング（さとみ×ころん） 1.アンドロイドガール（原曲：DECO*27）[注釈 2] |
| 2022年12月21日    | Here We Go!!             | すとぷり     | STPR-9016 | 12.ドタバタお騒がせエブリデイ！ （ころん×るぅと） 13.天使に口付け （さとみ×ころん）                                       |
| 2023年9月13日[57] | Never End                | さとみ       | STPR-1017 | 10.もっと（さとみ×ころん[58]）                                                                                            |

## ライブ・イベント
| 年   | タイトル              | 規模・月日・会場                        | 備考 |
| ---- | --------------------- | --------------------------------------- | ---- |
| 2026 | ころん ワンマンライブ | 1月予定 埼玉県 さいたまスーパーアリーナ |      |

## 出演

### ラジオ
- すとぷりころんのSTPRhythm!!（2025年4月2日[60] - 、JFN系列） - 初のソロ冠番組[60]。

## 著書
- 『ころんめもりー』（企画・プロデュース：すとぷり、著：ころん、STPR BOOKS、2022年5月30日初版発行（同日発売[25]）、ISBN 978-4-8456-3761-4）

## 評価
ライターの山内涼子は、「周りを巻き込む明るさと茶目っ気たっぷりのトークですとぷりのムードメーカー的存在」と評している。
2021年6月22日、Twitterが発表した2021年上半期の「世界で話題になったゲーム関連の人物」で第1位を獲得。2021年上半期でゲーム関連のツイートが多かった国は日本で、ころんのほかにはキヨがランキング入りをしていた。
2022年7月13日、Twitterが発表した2022年上半期の「世界で話題になったゲーム関連の人物」で再び第1位を獲得。同年でもゲーム関連のツイートが多かった国は日本で、ころんのほかには加藤純一がランキング入りをしていた。